# Länsväg 344
Länsväg 344 går mellan Lillholmsjö, Föllinge, Hammerdal, Överammer och Riksväg 87. Längd 117 km.
Den går i Jämtlands län.

## Anslutningar
Den ansluter till:
- länsväg 340 vid Lillholmsjö
- länsväg 339 vid Föllinge
- E45 vid Hammerdal
- Riksväg 87 mellan Överammer och Krångede

## Historia
Då vägnummer infördes i Sverige på 1940-talet, infördes vägnummer 344 mellan Hammerdal och Överammer helt längs dagens sträckning. Dessutom blev vägen Överammer–Ammer (18 km) en del av väg 344, som sedan 1980-talet är småvägen Y773. Vägen Lillholmsjö – Hammerdal blev på 1940-talet väg 341, men blev en väg utan skyltat nummer på 1980-talet, och fick på 1990-talet numret 344.